# Коль, Вальтер
Вальтер Коль (нем. Walter Kohl; род. 16 июля 1963, Людвигсхафен-на-Рейне, ФРГ) — немецкий предприниматель и писатель.

## Биография
Вальтер Коль родился 16 июля 1963 года. Он старший сын бывшего канцлера Германии Гельмута Коля (1930—2017) и его первой жены Ханнелоры Коль (1933—2001). У него есть старший брат Петер (род. 1965). Возможно, он был назван в честь своего дяди по отцовской линии, Вальтера (1926—1944), погибшего во Второй мировой войне. Семья изначально жила в Людвигсхафен-Гартенштадте, но в 1971 году переехала в район Оггерсхайм. 
Начальное образование он получил в средней школе имени Карла Боша. После окончания в 1982 году, он два года служил кандидатом в офицеры запаса в охотничьем подразделении Бундесвера. С 1985 по 1989 год изучал экономику и историю в Гарвардском университете, в США. Он закончил обучение со степенью бакалавра искусств. Летом 1990 года он закончил аспирантуру по экономике в Венском университете. По окончании учёбы начал работать финансовым аналитиком в американском инвестиционном банке Morgan Stanley, в его штаб-квартире в Нью-Йорке, в области корпоративных финансов и рынков капитала. В 1993 году он получил степень в INSEAD во Франции.
После девяти лет проведённых за границей, Вальтер вернулся уже в единую Германию, в 1994 году. Следующие десять лет, он работал на руководящей должности управляющего менеджера в таких компаниях как Kaufhof Holding и Metro AG в Кёльне, а затем управляющего менеджера в Metro Immobilien и Deutsche Vermögensberatung во Франкфурте. В 1999 году, он вместе со своим отцом основал консалтинговую компанию по менеджменту. В 2005 году он стал индивидуальным предпринимателем, основав компанию Kohl & Hwang, поставщика штамповочных и формовочных инструментов из Южной Кореи, для европейской автомобильной промышленности.
С 2007 года он работал в китайской компании Plastic Solution Ningbo Europe GmbH, которая поставляет инструменты для литья пластмассы, для автомобильной промышленности. Он был управляющим директором данной компании до июня 2011 года. Летом 2018 года Kohl & Hwang была продана корейским инвесторам. С того времени, он работает оратором и консультантом по менеджменту. В 2019 году Вальтер Коль вступил в ХДС, а в 2020 году основал инициативу «Германия в Европе».
В 2020 году заявил, что из-за провалов в энергетической политики Германии, у граждан снижается уровень доверия к руководству страны.
Также он судился с второй супругой его отца, из-за цитат в которые он написал в своих книгах.

## Личная жизнь
Первый раз Вальтер был женат на экономисте Кристине Фолькманн (род. 1960), которая старше его на 3 года. От первого брака, у Вальтера есть сын Йоханнес (род. 1996). С 2021 года, Йоханнес является председателем окружного совета округа Лан-Дилль. Позже Вальтер и Кристина развелись. Сейчас он женат на своей второй супруге, кореянке Кён-Сук Хван. Второй брак бездетный.
Своё первое интервью, Вальтер дал в августе 2008 года журналу Bunte. В нём, он выразил удивление тем, что его и его брата Петера не пригласили на свадьбу его отца с Майке Рихтер (род. 1964), которая состоялась в мае того же года. Он обвинил вторую супругу его отца в том, что она зациклилась на «постройке стены» вокруг Гельмута Коля. В итоге, это привело к отчуждению Вальтера и Петера от отца. Вальтер, как и вся семья, не присутствовал на похоронах отца, в 2017 году.
В интервью для ZEIT, он рассказал как в 11-12 лет, когда он ходил в школу, он подвергался насилию со стороны старшеклассников. Его часто поджидали в школьном туалете, где его избивали засовывали его голову в унитаз. Он также обвинил Ангелу Меркель в том, что она дистанцировалась от его отца.
В подкасте NDR Info «Выход из депрессии в 2021 году», он в качестве гостя рассказал ведущему Харальду Шмидту о самоубийстве своей матери, собственной депрессии и попытке самоубийства.

## Публикации
- «Leben oder gelebt werden.» ISBN 978-3-7787-9204-9 (2011)[15]
- «Leben was du fühlst.» ISBN 978-3-451-06697-9 (2013)
- «Was uns wirklich trägt. Über gelingendes Leben.» ISBN 978-3-451-33292-0 (2014)
- «Welche Zukunft wollen wir? Mein Plädoyer für eine Politik von Morgen.» ISBN 978-3-451-38463-9 (2020)